# 直良三樹子
直良 三樹子（なおら みきこ、1926年4月17日 - 2011年10月27日）は、日本の作家・翻訳家。
本名は、升水 美恵子（ますみず みえこ）。兵庫県出身。父は考古学者の直良信夫。ヨコハマの会会員。

## 生涯
- 1926年4月17日　考古学者直良信夫の長女として兵庫県に生まれる。
- 1995年　『見果てぬ夢「明石原人」』で第10回の中村星湖文学賞を受賞[1][4]。
- 2011年10月27日　老衰のため東京都品川区の自宅で死去。85歳没[3][4]。

## 著書
- 『鎌倉　女ひとり旅』（鷹書房、1989年6月）
- 『見果てぬ夢「明石原人」―考古学者直良信夫の生涯』（時事通信出版局、1995年）（角川文庫ソフィア、1999年3月）

### 翻訳
- 『エーゲ海のささやき』エリー・ウィンズロー（講談社L文庫、1985年1月）
- 『ワインカラーのように』 エステル・エドワーズ（講談社L文庫、1985年4月）